# کدر دزیره اودراوگو
کدر دزیره اودراوگو (انگلیسی: Kadré Désiré Ouédraogo؛ زادهٔ ۳۱ دسامبر ۱۹۵۳) سیاست‌مدار اهل بورکینافاسو است. وی از ۶ فوریه ۱۹۹۶ تا ۷ نوامبر ۲۰۰۰ نخست‌وزیر این کشور بود.